# 1920년 아일랜드 정부법
1920년 아일랜드 정부법(Government of Ireland Act 1920)은 1920년에 영국 의회가 아일랜드의 자치에 관련하여 통과시킨 두 번째 법안이다. 공식 명칭은 "아일랜드의 개선된 정부 제공을 위한 법"(An Act to Provide for the Better Government of Ireland)이다.

## 배경
1886년의 자치법안은 하원에 의해 무효화되었고 1893년의 법안은 상원에서 막혔다. 1912년의 법안은 같은 이들에 의해 지연되었다. (의회는 법안을 1914년에 통과시켰다. 그리고 제1차 세계대전 발발직전에 국왕의 동의를 받았다. 그러나 1차대전이 단기전이 될거라는 생각에 법은 전쟁 기간 동안 효력이 중지되었다.) 그리고 상원은 법 제정진행을 중지시켰다. 법안을 통과시키기 위해서 무려 4번의 시도가 있었다. 이 법은 네 번째 자치법안으로도 알려져있다.

## 내용

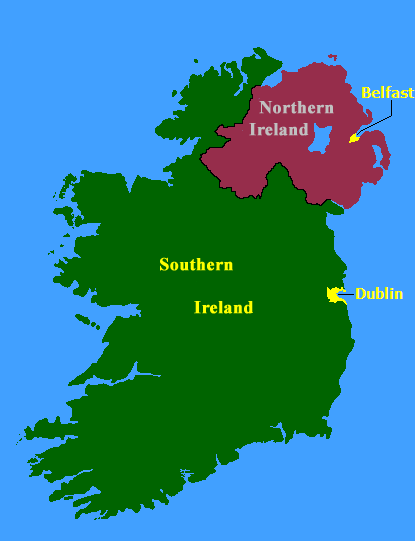
북아일랜드와 남아일랜드

데이비드 로이드 조지의 영국 정부가 제시한 이 법은 아일랜드를 두 지역(남아일랜드와 북아일랜드)으로 나뉘게 했다. 두 지역은 서로 그들의 지역에서의 자치를 주장했다. 그러나 영국 의회는 왕좌, 방위, 외교, 국제 무역, 통화 등의 이유를 들어 보류했다.

## 같이 보기
- 아일랜드 제2대 의회(Second Dáil)
- 남아일랜드 의회
- 북아일랜드 의회
- 연합주의자 (아일랜드)
- 아일랜드 정부법안 (1886년) (첫 번째 아일랜드 자치법안)
- 아일랜드 정부법안 (1893년) (두 번째 아일랜드 자치법안)
- 1914년 아일랜드 정부법 (세 번째 아일랜드 자치법안)
- 아일랜드의 역사 (1801년-1922년)
- 아일랜드 공화국의 역사

## 참고 문헌
- Robert Kee, The Green Flag: A History of Irish Nationalism (2000 edition, first published 1972), ISBN 0-14-029165-2.